# Ciril Kosmač

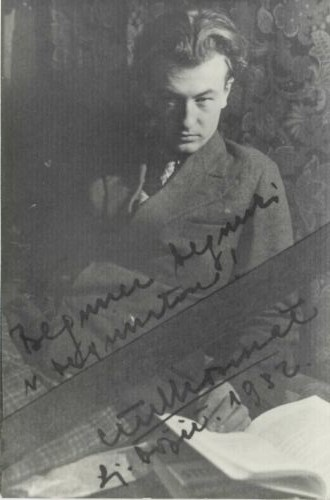
Ciril Kosmač (1932)

Ciril Kosmač, född 1910, död 1980, var en slovensk författare.

## Hans liv

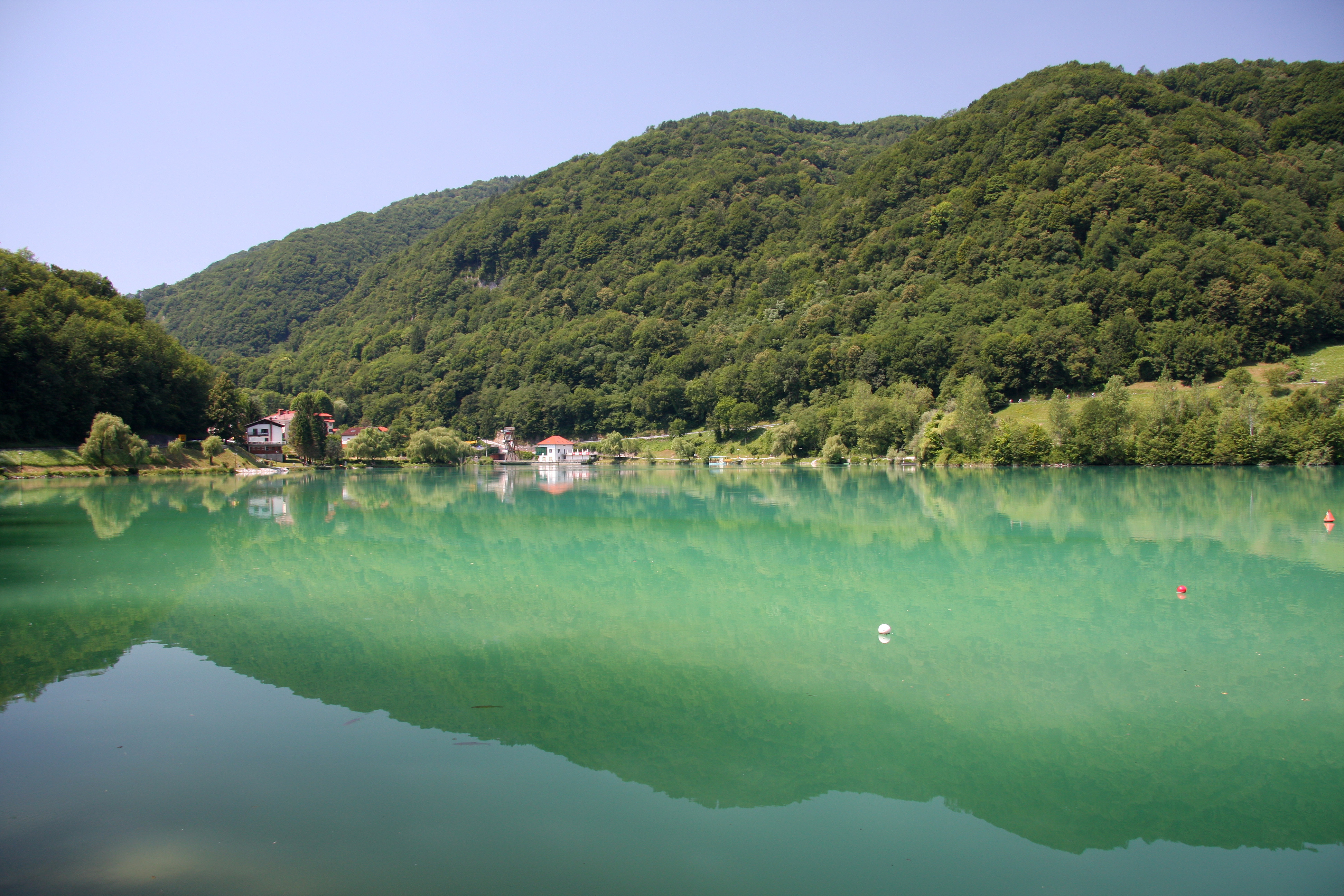
Most na Soči

Han föddes den 28 september 1910 i byn Slap ob Idrijci nära Sveta Lucija (nu Most na Soči) i dåvarande Österrike-Ungern, numera Slovenien. Han gick i gymnasiet i Tolmin och Gorizia. Under sent 1920-tal, när hans hemregion var en del av Italien, gick han med i den militanta antifascistiska organisationen TIGR. Han arresterades av de italienska fascistiska myndigheterna 1930 men släpptes året därpå. Han flydde till Kungariket Jugoslavien och bosatte sig i Ljubljana. 1938 fick han stipendium av Frankrikes regering och flyttade till Paris, där han arbetade för Jugoslaviens ambassad. 1940 flydde han till London och arbetade där för BBC World Service. 1943 reste han till Kairo och 1944 till Jugoslavien, som då var ockuperat av nazisterna. Han anslöt sig där till partisanernas motståndsrörelse.
Efter andra världskriget arbetade Ciril Kosmač som reporter och manusförfattare för den framväxande slovenska filmindustrin. Han skrev bland annat manus till filmen Na svoji zemlji (På vår jord), som var den första slovenska ljudfilmen, 1948. 1956 bosatte han sig i Portorož, där han bodde resten av sitt liv. 1961 blev han ledamot av Slovenska akademija znanosti in umetnosti (Slovenska akademin för vetenskap och konst), som är Sloveniens nationalakademi. 
Ciril Kosmač dog i Ljubljana 1980. Han tilldelades postumt det prestigefyllda Prešerenpriset. Han är begravd i sin hemby, Slap ob Idrijci, där hans barndomshem nu är museum. Han har fått ett bibliotek och en gata uppkallade efter sig i Tolmin, och där finns också en byst av honom.

## Verk
Ciril Kosmač började skriva under senare delen av 1930-talet. Han publicerade noveller i den litterära tidskriften Sodobnost, som gavs ut av litteraturkritikern Josip Vidmar. Hans tidiga verk är skrivna i socialrealistisk stil. Efter andra världskriget vände han sig dock gradvis från socialrealismen och var bland de första slovenska författarna att införa modernistiska drag i sin prosa, särskilt surrealism. Hans senare prosa, som han är mest berömd för, har ofta ansetts vara en slags magisk realism. Hans noveller prisas ofta för sitt psykologiska djup. Ciril Kosmač är översatt till ett tjugotal språk, och är därmed en av de mest översatta slovenska författarna.

## Verk i urval
- Sreča in kruh, 1946, novell (Lycka och bröd)
- Na svoji zemlji, 1948, filmmanus (På vår jord)
- Pomladni dan, 1953, kortroman (En vårdag)
- Iz moje doline, 1958, novellsamling (Från min dal)
- Balada o trobenti in oblaku, 1968, novell (Ballad om en trumpet och ett moln)
- V gaju življenja, 1972, novellsamling (I livets lund)
- Sreča in lepota, 1973, novellsamling (Lycka och skönhet)
- Tantadruj, 1980, novell
- Medvejke, 1981
- Kamen in njiva, Pravljica o maku, 1984, sagor (Sten och åker, Sagan om vallmon)
- Prazna ptičnica, 1984, berättelse (Den tomma fågelburen)